# Oblężenie Lwowa (1655)
Oblężenie Lwowa miało miejsce pomiędzy 25 września a 8 listopada 1655 podczas wspólnej kampanii wojsk kozacko-moskiewskich przeprowadzonej na Ukrainie w drugiej połowie 1655. Wojskami kozackimi dowodził Bohdan Chmielnicki a rosyjskimi Wasyl Buturlin. W mieście znajdował się tylko niewielki garnizon zaciężnych wojsk królewskich. Główne siły pod dowództwem hetmana Stanisława Potockiego wycofały się w kierunku Gródka. Do obrony murów miejskich zaangażowane zostało mieszczaństwo. Największą zasługę w obronie miasta przed wojskami kozacko-moskiewskimi przypisuje się generałowi artylerii, Krzysztofowi Grodzickiemu, który pełnił funkcję gubernatora fortecy. Chmielnicki po spaleniu przedmieścia zadowolił się, okupem i odstąpił od oblężenia. Jednocześnie mieszczanie lwowscy odmówili wydania swoich żydowskich współmieszkańców na żądanie oblegających miasto wojsk, które uzależniały od tego odstąpienie od zaatakowania miasta.